# Distretto di Třebíč
Il distretto di Třebíč (in ceco okres Třebíč) è un distretto della Repubblica Ceca nella regione di Vysočina. Il capoluogo di distretto è la città di Třebíč.

## Geografia antropica
Il distretto conta 167 comuni:

### Città
- Hrotovice
- Jaroměřice nad Rokytnou
- Jemnice
- Moravské Budějovice
- Náměšť nad Oslavou
- Třebíč

### Comuni mercato
- Budišov
- Dalešice
- Heraltice
- Mohelno
- Okříšky
- Opatov
- Rokytnice nad Rokytnou
- Stařeč
- Vladislav

### Comuni
- Babice
- Bačice
- Bačkovice
- Benetice
- Biskupice-Pulkov
- Blatnice
- Bohušice
- Bochovice
- Bransouze
- Březník
- Budkov
- Chlístov
- Chlum
- Chotěbudice
- Cidlina
- Čáslavice
- Častohostice
- Čechočovice
- Čechtín
- Červená Lhota
- Číhalín
- Číchov
- Čikov
- Číměř
- Dědice
- Dešov
- Dolní Lažany
- Dolní Vilémovice
- Domamil
- Dukovany
- Hartvíkovice
- Hluboké
- Hodov
- Horní Heřmanice
- Horní Smrčné
- Horní Újezd
- Horní Vilémovice
- Hornice
- Hroznatín
- Hvězdoňovice
- Jakubov u Moravských Budějovic
- Jasenice
- Jinošov
- Jiratice
- Kamenná
- Kdousov
- Kladeruby nad Oslavou
- Klučov
- Kojatice
- Kojatín
- Kojetice
- Komárovice
- Koněšín
- Kostníky
- Kouty
- Kozlany
- Kožichovice
- Krahulov
- Kralice nad Oslavou
- Kramolín
- Krhov
- Krokočín
- Kuroslepy
- Láz
- Lesná
- Lesní Jakubov
- Lesonice
- Lesůňky
- Lhánice
- Lhotice
- Lipník
- Litohoř
- Litovany
- Lomy
- Loukovice
- Lovčovice
- Lukov
- Markvartice
- Martínkov
- Mastník
- Menhartice
- Meziříčko
- Mikulovice
- Mladoňovice
- Myslibořice
- Naloučany
- Nárameč
- Nimpšov
- Nová Ves
- Nové Syrovice
- Nový Telečkov
- Ocmanice
- Odunec
- Okarec
- Okřešice
- Oponešice
- Ostašov
- Pálovice
- Petrovice
- Petrůvky
- Pokojovice
- Police
- Popůvky
- Pozďatín
- Přeckov
- Předín
- Přešovice
- Přibyslavice
- Příštpo
- Pucov
- Pyšel
- Rácovice
- Račice
- Radkovice u Budče
- Radkovice u Hrotovic
- Radonín
- Radošov
- Radotice
- Rapotice
- Rohy
- Rouchovany
- Rudíkov
- Římov
- Sedlec
- Slavětice
- Slavičky
- Slavíkovice
- Smrk
- Stropešín
- Střítež
- Studenec
- Studnice
- Sudice
- Svatoslav
- Šebkovice
- Štěměchy
- Štěpkov
- Trnava
- Třebelovice
- Třebenice
- Třesov
- Valdíkov
- Valeč
- Vícenice
- Vícenice u Náměště nad Oslavou
- Vlčatín
- Výčapy
- Zahrádka
- Zárubice
- Zašovice
- Zvěrkovice
- Želetava